# Hundskärs kobben
Hundskärs kobben är öar nära Kirjais i Nagu,  Finland.   De ligger i Pargas stad i den ekonomiska regionen  Åboland  och landskapet Egentliga Finland. Ön ligger omkring 3 kilometer sydost om Kirjais, omkring 11 kilometer sydost om Nagu kyrka,  42 kilometer söder om Åbo och 160 km väster om Helsingfors. Närmaste allmänna förbindelse är förbindelsebryggan vid Brännskär som trafikeras av M/S Nordep och M/S Cheri.